# Nkimi
Nkimi är en ort i Ekvatorialguinea. Den ligger i den centrala delen av landet, 270 km sydost om huvudstaden Malabo. Nkimi ligger 339 meter över havet och antalet invånare är 3 313.
Terrängen runt Nkimi är platt åt nordväst, men åt sydost är den kuperad. Runt Nkimi är det mycket glesbefolkat, med 7 invånare per kvadratkilometer. Närmaste större samhälle är Sevilla de Niefang, 15,6 km sydväst om Nkimi. I omgivningarna runt Nkimi växer i huvudsak städsegrön lövskog.